# Nội các Papen
Nội các Papen, do Franz von Papen – một nhân vật độc lập – đứng đầu, là chính phủ thứ 19 của Cộng hòa Weimar. Nội các này nhậm chức ngày 1 tháng 6 năm 1932, thay thế cho nội các Brüning thứ hai, vốn đã từ chức sau khi mất sự tín nhiệm từ Tổng thống Paul von Hindenburg.
Nội các Papen, gồm các chính trị gia cánh hữu độc lập và thành viên Đảng Nhân dân Quốc gia Đức (DNVP), tiếp tục mô hình "chính phủ tổng thống" đã bắt đầu từ thời Heinrich Brüning. Chính phủ cai trị bằng các sắc lệnh khẩn cấp do Hindenburg ban hành, qua đó bỏ qua vai trò của Reichstag (Quốc hội).
Một trong những hành động gây chấn động nhất của chính phủ Papen là việc Hindenburg cho phép Papen lật đổ chính quyền dân cử của bang Phổ và tự bổ nhiệm mình làm Ủy viên Đế chế phụ trách Phổ – một bước quan trọng làm suy yếu nền dân chủ Cộng hòa Weimar.
Sau cuộc bầu cử Reichstag lần thứ hai trong vòng chưa đầy một năm vào tháng 11 năm 1932, Hindenburg mất niềm tin vào Papen. Nội các Papen chính thức từ chức vào ngày 17 tháng 11 năm 1932 nhưng vẫn tiếp tục điều hành tạm thời cho đến ngày 3 tháng 12, khi Hindenburg bổ nhiệm tướng Kurt von Schleicher – một trợ lý thân cận – làm Thủ tướng thay thế.

## Bối cảnh
Người tiền nhiệm của Papen trên cương vị Thủ tướng, Heinrich Brüning, đã không thể xây dựng được một liên minh cầm quyền ổn định trong Reichstag nhằm thông qua các biện pháp thắt lưng buộc bụng mà Brüning cho rằng cần thiết để đối phó với tác động từ cuộc Đại khủng hoảng lên nền kinh tế Đức.
Nhờ có sự ủng hộ của Tổng thống Paul von Hindenburg, Brüning đã điều hành chính phủ bằng các sắc lệnh khẩn cấp theo Điều 48 Hiến pháp Weimar, bỏ qua sự phê chuẩn từ Quốc hội. Tuy nhiên, tình hình kinh tế ngày càng tồi tệ cùng với sự sụt giảm mạnh uy tín trong dân chúng, cộng thêm những bất đồng chính sách với Hindenburg, khiến Brüning mất sự tin tưởng của Tổng thống vào đầu năm 1932.
Dưới sự thúc giục của Tướng Reichswehr Kurt von Schleicher và một số cố vấn thân cận, Hindenburg đã quyết định thay thế Brüning bằng Franz von Papen.

## Bổ nhiệm
Papen, khi đó thuộc Đảng Trung dung Công giáo, đã lọt vào tầm ngắm của Schleicher như một ứng cử viên cho chức Thủ tướng nhờ một bài báo Papen viết trên tờ Der Ring, trong đó Papen kêu gọi thành lập một "khối nhà nước bảo thủ chân chính" để chống lại sự hỗn loạn mà Papen cho rằng nền dân chủ Weimar đã gây ra cho nước Đức.
Lãnh đạo Đảng Trung dung cho Papen biết rằng nếu chấp nhận thay Brüning làm Thủ tướng, họ sẽ phản đối ông. Ban đầu Papen định từ chối lời đề nghị từ Tổng thống Hindenburg, nhưng sau đó ông bị thuyết phục bởi tinh thần yêu nước và tinh thần phục tùng kiểu quân đội. Papen chấp nhận và từ bỏ Đảng Trung dung ngay trước khi nhậm chức.
Dù từng là thành viên Nghị viện bang Phổ và có nhiều mối quan hệ với giới quân đội, quý tộc và doanh nhân, Papen lại gần như không có hậu thuẫn chính trị thực sự. Việc ông được bổ nhiệm làm Thủ tướng đã gây bất ngờ lớn cho công chúng Đức. Trong Reichstag, Papen chỉ nhận được sự ủng hộ từ hai đảng bảo thủ nhỏ là Đảng Nhân dân Quốc gia Đức và Đảng Nhân dân Đức.
Nội các Papen gần như hoàn toàn do Schleicher đề xuất nhân sự. Khi có người phàn nàn rằng Papen không đủ năng lực lãnh đạo, Schleicher đáp rằng: "Ông ta đâu cần phải lãnh đạo, ông ta chỉ là cái mũ đội lên thôi." Báo Vorwärts của Đảng Dân chủ Xã hội (SPD) đã gọi nội các mới này là "Nội các Nam tước" vì sáu trong số các bộ trưởng xuất thân từ tầng lớp quý tộc, chỉ ba người là dân thường.
Nội các này chủ yếu phục vụ lợi ích giới quân đội và tầng lớp Junker – những chủ đất lớn ở phía đông sông Elbe. Giới công nghiệp chỉ được đại diện thứ yếu, còn tầng lớp công nhân và trung lưu hoàn toàn không được đại diện. Khi danh sách nội các được công bố, thị trường chứng khoán Đức lao dốc vì công chúng tin rằng chính phủ mới còn kém năng lực hơn cả nội các Brüning trong việc xử lý khủng hoảng kinh tế.

## Thành viên
Nội các bao gồm các bộ trưởng sau:
| Chức vụ                               | Chức vụ                         | Bổ nhiệm             | Miễn nhiệm          | Đảng | Đảng                       |
| ------------------------------------- | ------------------------------- | -------------------- | ------------------- | ---- | -------------------------- |
| Thủ tướng                             | Franz von Papen                 | 1 tháng 6 năm 1932   | 3 tháng 12 năm 1932 |      | Không đảng phái            |
| Phó Thủ tướng                         | Khuyết                          | –                    | –                   |      |                            |
| Bộ trưởng Bộ Ngoại giao               | Konstantin von Neurath          | 1 tháng 6 năm 1932   | 3 tháng 12 năm 1932 |      | Không đảng phái            |
| Bộ trưởng Bộ Nội vụ                   | Wilhelm von Gayl                | 1 tháng 6 năm 1932   | 3 tháng 12 năm 1932 |      | Đảng Nhân dân Quốc gia Đức |
| Bộ trưởng Bộ Tư pháp                  | Franz Gürtner                   | 1 tháng 6 năm 1932   | 3 tháng 12 năm 1932 |      | Đảng Nhân dân Quốc gia Đức |
| Bộ trưởng Bộ Lao động                 | Hermann Warmbold (quyền)        | 1 tháng 6 năm 1932   | 6 tháng 6 năm 1932  |      | Không đảng phái            |
| Bộ trưởng Bộ Lao động                 | Hugo Schäffer                   | 6 tháng 6 năm 1932   | 3 tháng 12 năm 1932 |      | Không đảng phái            |
| Bộ trưởng Bộ Quốc phòng               | Kurt von Schleicher             | 1 tháng 6 năm 1932   | 3 tháng 12 năm 1932 |      | Không đảng phái            |
| Bộ trưởng Bộ Kinh tế                  | Hermann Warmbold                | 1 tháng 6 năm 1932   | 3 tháng 12 năm 1932 |      | Không đảng phái            |
| Bộ trưởng Bộ Tài chính                | Lutz Graf Schwerin von Krosigk  | 1 tháng 6 năm 1932   | 3 tháng 12 năm 1932 |      | Không đảng phái            |
| Bộ trưởng Bộ Nông nghiệp và Thực phẩm | Magnus von Braun                | 1 tháng 6 năm 1932   | 3 tháng 12 năm 1932 |      | Đảng Nhân dân Quốc gia Đức |
| Bộ trưởng Bộ Giao thông và Bưu chính  | Paul Freiherr von Eltz-Rübenach | 1 tháng 6 năm 1932   | 3 tháng 12 năm 1932 |      | Không đảng phái            |
| Bộ trưởng Không bộ                    | Franz Bracht                    | 29 tháng 10 năm 1932 | 3 tháng 12 năm 1932 |      | Không đảng phái            |
| Bộ trưởng Không bộ                    | Johannes Popitz                 | 29 tháng 10 năm 1932 | 3 tháng 12 năm 1932 |      | Không đảng phái            |

## Chính sách
Các kế hoạch thay đổi Hiến pháp theo hướng chuyên chế đã được các cố vấn thân cận của Tổng thống Hindenburg thai nghén từ trước khi Papen trở thành Thủ tướng. Bản thân Papen cũng đã phát triển ý tưởng về một "Nhà nước Mới", trong đó gộp chung chức Thủ tướng và Thủ tướng bang Phổ, loại bỏ sự phụ thuộc của Thủ tướng vào sự tín nhiệm của Reichstag và thành lập một Thượng viện quý tộc do Tổng thống bổ nhiệm. Kế hoạch này có nhiều điểm tương đồng với Đế chế Đức trước kia và nhằm hướng tới việc khôi phục chế độ quân chủ.
Bài phát biểu công bố chính sách nhậm chức của Papen — lần đầu tiên được phát sóng qua đài phát thanh thay vì đọc trực tiếp trước Quốc hội — không đề cập trực tiếp đến "Nhà nước Mới", nhưng rõ ràng vạch ra đường lối chung của chính phủ. Thay vì đề xuất các biện pháp cụ thể, Papen cáo buộc các chính phủ Weimar trước đó đã quản lý yếu kém nền dân chủ nghị viện, dẫn tới tình trạng "xã hội hóa nhà nước" quá mức, biến nước Đức thành một cơ chế cứu trợ xã hội.
Papen cho rằng cuộc "chiến tranh giai cấp" và sự lan rộng "chủ nghĩa Bolshevik văn hóa" đã làm xói mòn đạo đức dân tộc Đức, trong khi nền tảng Kitô giáo truyền thống mới là trụ cột bền vững. Papen cáo buộc chủ nghĩa cá nhân tự do và sự đoàn kết bình đẳng cánh tả đã đưa đất nước tới bờ vực thẳm. Papen kết luận rằng việc giải tán Reichstag sẽ buộc quốc dân phải lựa chọn rõ ràng con đường tương lai, còn chính phủ — độc lập với các đảng phái — sẽ lãnh đạo cuộc đấu tranh để phục hưng nước Đức.
Báo Vorwärts của Đảng Dân chủ Xã hội (SPD) đã phản ứng mạnh mẽ, gọi bài phát biểu là "tuyên bố chiến tranh giai cấp từ trên xuống". Tờ báo kêu gọi một "tuyên bố chiến tranh giai cấp từ dưới lên", nhấn mạnh rằng "trận chiến giữa các Nam tước và nhân dân" phải được tiến hành, đồng thời cảnh báo rằng chính phủ này là một chính phủ "theo đúng ý Hitler", và kêu gọi cử tri đáp trả mạnh mẽ.

## Nội các Tổng thống
Theo một thỏa thuận trước đó với Tổng thống Hindenburg và Adolf Hitler, Papen đã giải tán Reichstag vào ngày 4 tháng 6 năm 1932 và kêu gọi tổ chức bầu cử mới với hy vọng rằng Đảng Quốc xã sẽ giành được nhiều ghế nhất, từ đó giúp ông thiết lập một chính quyền chuyên chế.
Ngày 16 tháng 6, Papen bãi bỏ lệnh cấm đối với lực lượng bán quân sự SA và SS của Đảng Quốc xã – lệnh cấm này trước đó đã được ban hành từ thời chính phủ Brüning. Lợi dụng bạo lực chính trị leo thang trong chiến dịch bầu cử, Papen lấy đó làm cớ để thực hiện cuộc "đảo chính Phổ" (Preußenschlag) vào ngày 20 tháng 7: Papen phế truất chính phủ liên minh do Đảng Dân chủ Xã hội lãnh đạo tại bang Phổ và tự phong mình làm Ủy viên Đế chế (Reichskommissar) của bang này theo sắc lệnh khẩn cấp. Hành động này càng làm suy yếu nền dân chủ mong manh của Cộng hòa Weimar và là một bước tiến lớn trong kế hoạch xây dựng "Nhà nước Mới" của ông.
Trong cuộc bầu cử tháng 7 năm 1932, Đảng Quốc xã giành được 37% số phiếu, trong khi Đảng Dân chủ Xã hội chỉ đạt 22%. Khi Reichstag mới nhóm họp vào ngày 12 tháng 9, Papen cố gắng phá vỡ liên minh ngày càng lớn mạnh giữa Đảng Quốc xã và Đảng Trung dung.
Bằng hai sắc lệnh của Hindenburg, Papen giải tán Reichstag và tạm đình chỉ bầu cử, vượt quá giới hạn 60 ngày mà Hiến pháp quy định. Tuy nhiên, Đảng Cộng sản (KPD) đã đệ trình một kiến nghị bất tín nhiệm chính phủ, và khi kiến nghị này được thông qua, Papen lại buộc phải kêu gọi tổ chức cuộc bầu cử mới.

## Bãi nhiệm
Sau cuộc bầu cử tháng 11 năm 1932, tỷ lệ phiếu bầu Đảng Quốc xã giảm xuống còn 33%. Dưới áp lực từ Kurt von Schleicher, Papen từ chức vào ngày 17 tháng 11 và thành lập một chính phủ lâm thời. Trong nội bộ nội các, Papen tuyên bố kế hoạch thiết lập thiết quân luật, cho phép ông cai trị với quyền lực độc tài.
Tuy nhiên, nhận ra rằng Schleicher đang chuẩn bị thay thế mình, Papen đã yêu cầu Tổng thống Hindenburg cách chức Schleicher khỏi vị trí Bộ trưởng Quốc phòng. Ngược lại, Hindenburg không những không đồng ý mà còn bổ nhiệm Schleicher làm Thủ tướng vào ngày 3 tháng 12 năm 1932.